# Dylatoskop
Dylatoskop to przyrząd do demonstrowania rozszerzalności liniowej ciał stałych, czyli wydłużaniu się ciał stałych podczas ogrzewania (wzrostu ich temperatury) i kurczeniu się przy studzeniu (obniżaniu temperatury).
Przyrząd stosowany jako przyrząd pokazowy w nauczaniu początkowym fizyki.